# Vall de Salazar

Escut de la vall de Salazar

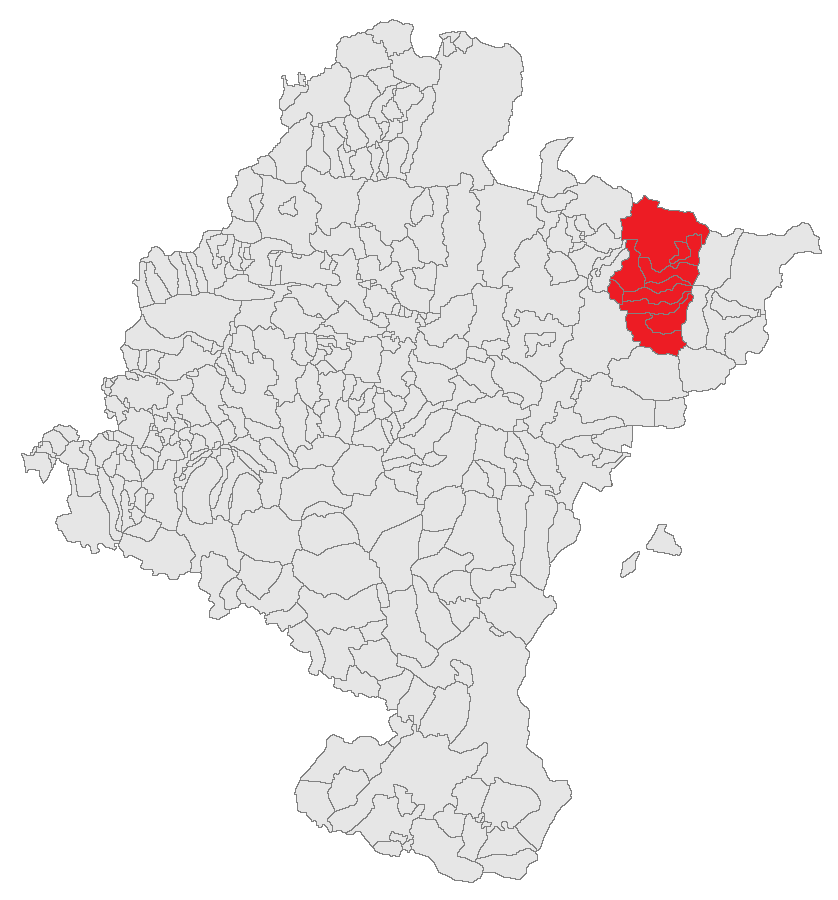
Localització dels municipis de la vall de Salazar.

Vall de Salazar (Zaraitzu ibarra en euskera) és una vall pirinenca a Navarra. Està situada en la part nord-est de la província, a la merindad de Sangüesa. Al nord, limita amb la frontera francesa (territori històric de Zuberoa, al departament dels Pirineus Atlàntics), a l'est amb la vall de Roncal, al sud amb l'almiradí de Navascués i Urraulgoiti i a l'oest amb la vall d'Aezkoa (comarca d'Auñamendi).
Aquesta entitat historico-administrativa coincideix amb una veritable vall natural o geogràfica. Al nord s'hi alça la serra d'Abodi (1520 m). Algunes altures importants de la vall són el pic d'Orhi (2018 m), Vileta (1408 m), Montenia (1237 m), Lizarraga (1204 m), Askomurrua (1026 m), Remendia (1381 m) i Aburua (1030 m). Otsagabia és la localitat més poblada de la vall, la seva zona principal és la del riu Salazar pel seu pas en penya-segats rocallosos i bells llocs. D'aquest lloc procedeix el cognom Salazar.

## Municipis

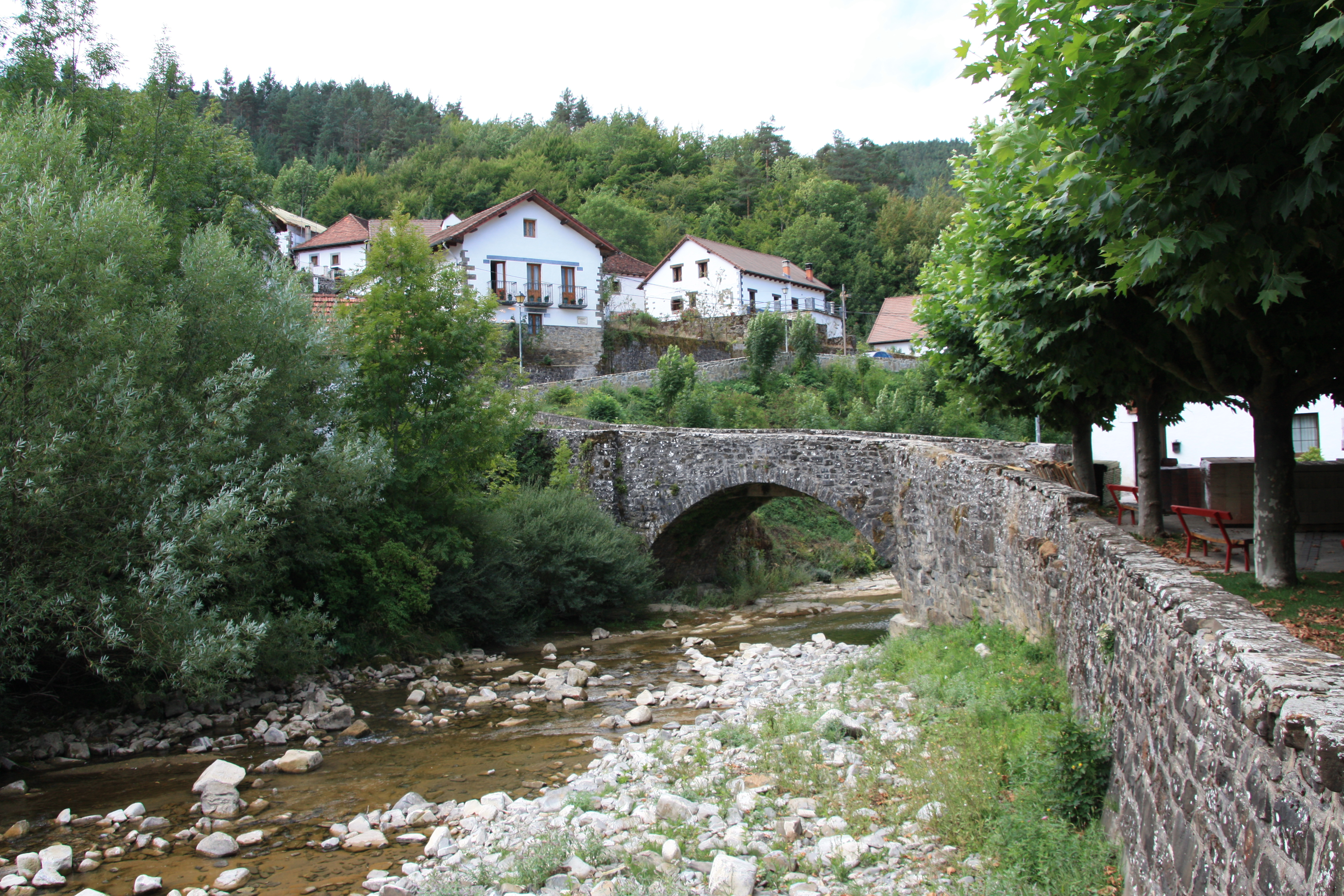
Pont d'Itzaltzu

- Ezpartza-Zaraitzu
- Ezkaroze
- Galoze
- Gorza
- Itzaltzu
- Otsagabia
- Orontze
- Sartze
- Jaurrieta

## Demografia
| Municipis         | 1975 | 1981 | 1986 | 1991 | 1996 | 2001 | 2005 |
| ----------------- | ---- | ---- | ---- | ---- | ---- | ---- | ---- |
| Ezpartza-Zaraitzu | 199  | 160  | 159  | 136  | 122  | 103  | 100  |
| Ezkaroze          | 466  | 431  | 400  | 365  | 364  | 358  | 363  |
| Galoze            | 149  | 135  | 142  | 133  | 124  | 121  | 118  |
| Gorza             | 122  | 113  | 106  | 90   | 79   | 72   | 65   |
| Itzaltzu          | 84   | 54   | 52   | 49   | 49   | 45   | 46   |
| Jaurrieta         | 415  | 391  | 359  | 321  | 268  | 238  | 225  |
| Otsagabia         | 826  | 777  | 721  | 676  | 701  | 666  | 651  |
| Orontze           | 66   | 70   | 70   | 57   | 53   | 56   | 55   |
| Sartze            | 121  | 112  | 106  | 111  | 84   | 79   | 81   |
| TOTAL             | 2448 | 2243 | 2115 | 1938 | 1844 | 1738 | 1704 |